# La mia preghiera
La mia preghiera è un singolo di Pupo pubblicato nel 1992.
Il cantautore toscano partecipò con quest'ultima canzone alla quarantaduesima edizione del Festival di Sanremo presentandosi con il suo vero nome e cognome, senza riuscire ad entrare in finale. 
Inizialmente il pezzo doveva interpretarlo Loretta Goggi, la quale poco convinta del brano lo lasciò a Pupo che a sua volta era stato ripescato a causa della squalifica della cantautrice milanese Jo Squillo, che avrebbe dovuto esibirsi con il brano Me gusta il movimento.
La mia preghiera è inclusa nell'album Enzo Ghinazzi 1, uscito nello stesso anno.

## Tracce
1. La mia preghiera – 4:00